# Leona Woods

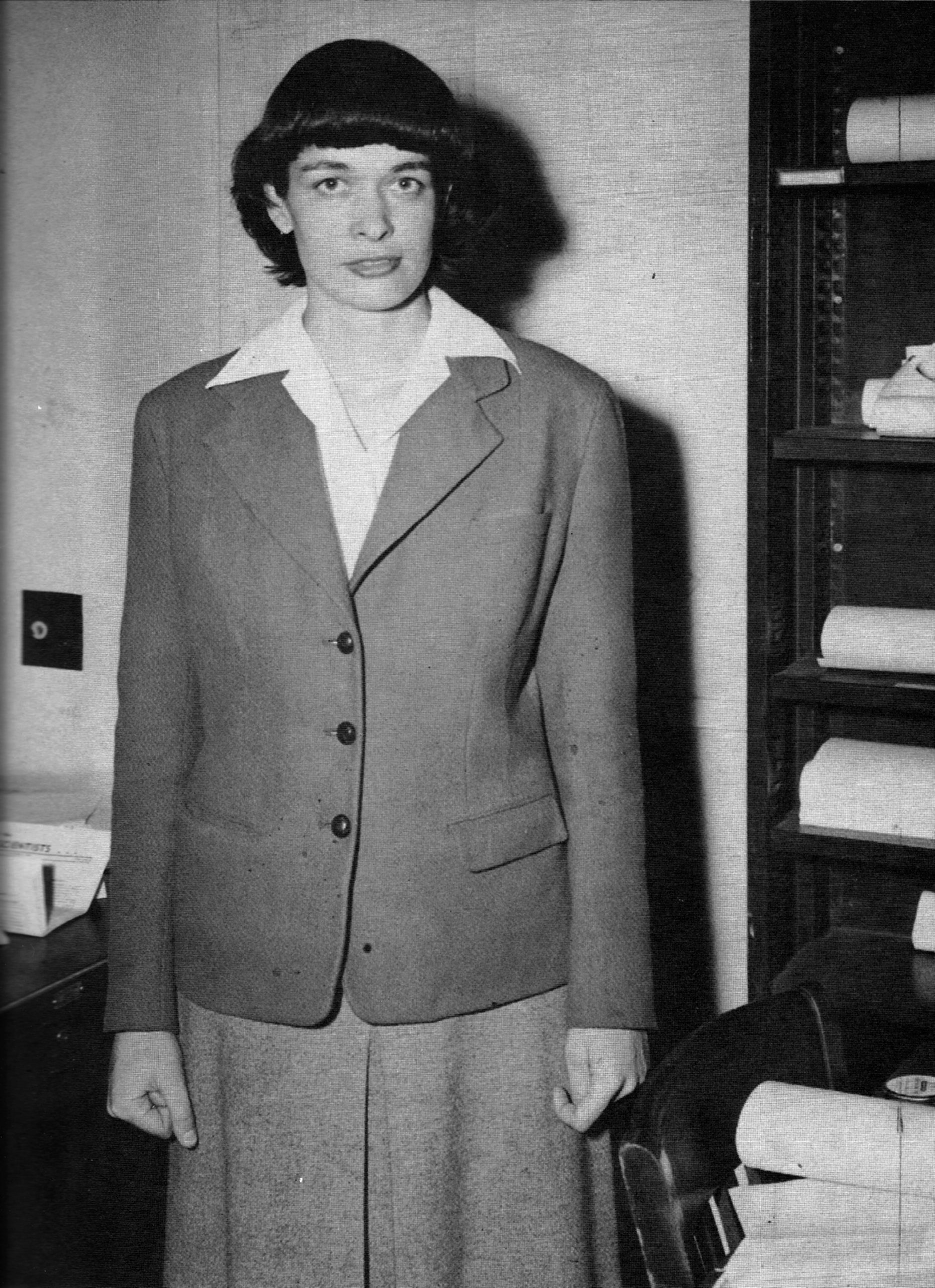
Leona Woods 1946

Leona Harriet Woods, später Leona Woods Marshall, Leona Woods Marshall Libby, (* 9. August 1919 in La Grange (Illinois); † 10. November 1986 in Santa Monica) war eine US-amerikanische Physikerin. Sie war am Manhattan Project zum Bau der Atombombe und – als einzige Wissenschaftlerin – am Bau des ersten Kernreaktors (Chicago Pile) in Chicago unter Enrico Fermi beteiligt.

## Privatleben
1943 heiratete Leona Woods ihren Physiker-Kollegen John Marshall (1917–1997), beide hatten zwei 1944 und 1949 geborene Söhne. 1954 trennten sich das Ehepaar. Sie wurden 1966 geschieden und Woods heiratete im selben Jahr den Nobelpreisträger Willard F. Libby.

## Beruflicher Werdegang
Woods erwarb schon mit 14 Jahren ihren High-School-Abschluss in La Grange und studierte an der University of Chicago Chemie bis zu ihrem Bachelor-Abschluss 1938. Sie wurde 1943 bei Robert Mulliken in Physik promoviert (On the Silicon Oxide Bands). 1942 wurde sie von Herbert L. Anderson für das Team angeworben, das in Chicago den ersten Kernreaktor baute. Sie war für die Konstruktion von Detektoren für den Neutronenfluss zuständig. Nebenbei unterstützte sie noch ihre Mutter, die eine Farm bei Chicago führte. Woods war 1944/45 am Aufbau der Plutonium-Brutreaktoren in Hanford beteiligt, wo auch die Xenon-Vergiftung von Reaktoren entdeckt wurde. Nach dem Krieg war sie am Fermi-Institut an der Universität Chicago, wo sie sich mit Neutronenstreuung befasste und 1953 Assistant Professor wurde. 1957/58 war sie am Institute for Advanced Study, 1958 bis 1960 am Brookhaven National Laboratory und 1960 wurde sie Associate Professor und 1962 Professor an der New York University. 1964 wechselte sie als Professor an die University of Colorado und war 1963 bis 1970 bei der Rand Corporation. Außerdem war sie ab 1970 Gastprofessor an der UCLA, wo ihr Ehemann Willard Libby lehrte.

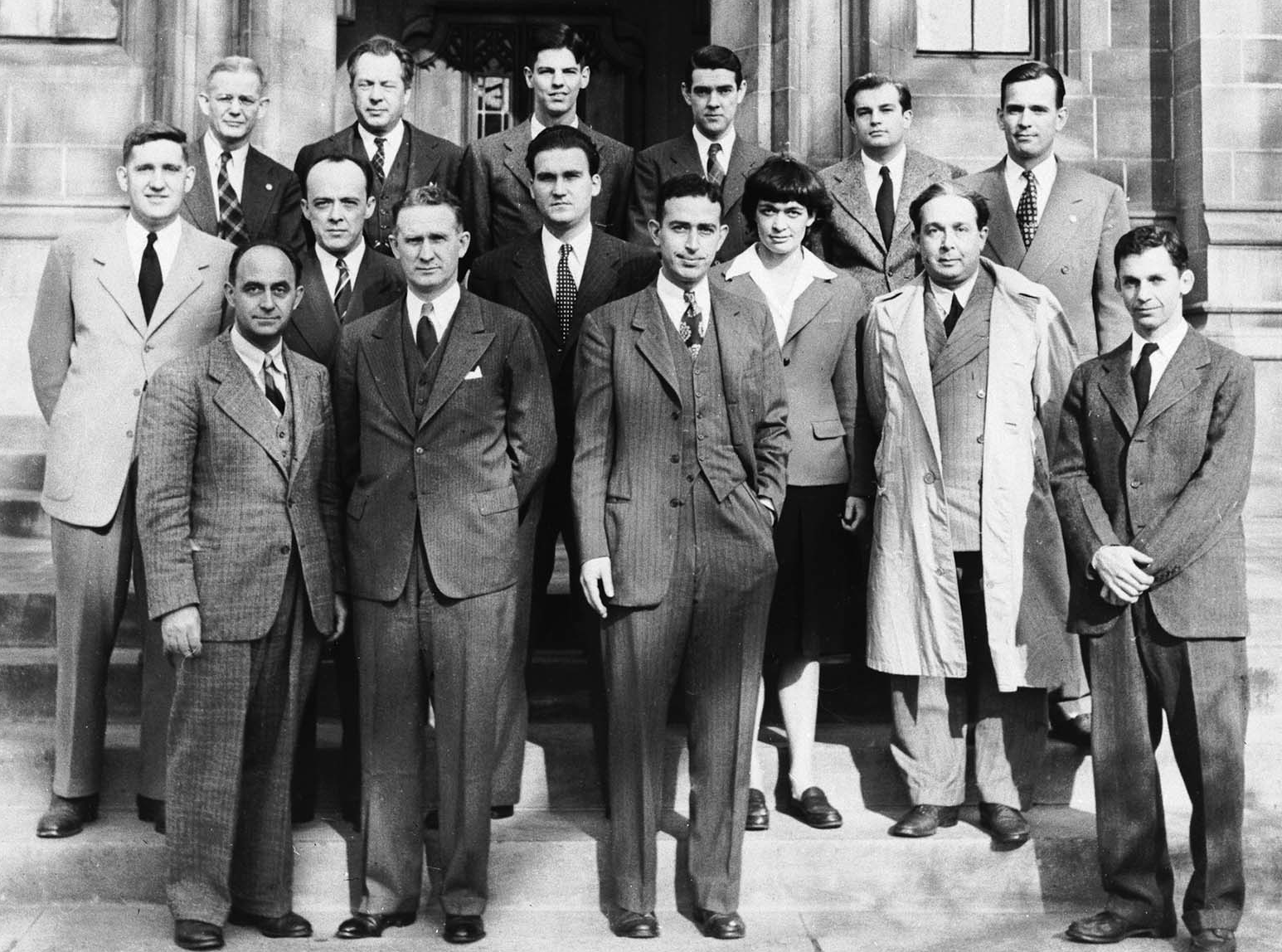
Gruppenfoto des Teams, das den ersten Kernreaktor baute, darunter als einzige Frau Leona Woods als vierte Person von links in der mittleren Reihe neben Leo Szilard (rechts neben ihr), Enrico Fermi ist vorne links.

Ende der 1950er Jahre wechselte sie von der Kernphysik zur Elementarteilchenphysik. Sie veröffentlichte auch über Astrophysik (u. a. über Quasare), Molekülspektroskopie, Quantenchemie, und befasste sich wie Libby mit Bestrahlung von Nahrungsmitteln gegen Schädlinge und Anwendung radioaktiver Isotope z. B. in der Altersbestimmung, Paläoklimatologie und Geologie. Sie schrieb unter anderem eine Studie für die Rand Corporation über die Herstellung einer künstlichen Atmosphäre auf dem Mond (1969). Woods veröffentlichte eine Biographie von Libby und Erinnerungen an die Zeit des Manhattan Projects (Uranium People 1979).
1960 bis 1962 war sie im Herausgebergremium von Physical Review.

## Schriften
- The Uranium People, Charles Scribner’s Sons 1979
- Past Climates: Tree Thermometers, Commodities, and People, University of Texas Press 1983
- mit Fermi: Interactions between neutrons and electrons, Phys. Rev., Band 72,  1947, 1139–1146 (als L. Marshall)
- mit Ernest Courant: Mass separation of high energy particles in quadruple lens focusing systems, Review of Scientific Instruments, Band 3, 1960, 193-196
- Elements in the region of platinium formed by fusion in fission explosions, Phys. Rev., Band 129, 1963, 740-743
- mit G. P. Fisher, V. Domingo u. a.: Hyperon production in interactions of 2,7 GeV/c Antiprotons on Protons, Phys. Rev., Band 161, 1967, 1335–1343
- Repulsive core and interaction energy in proton-proton scattering, Physics Letters B, Band 29, 1969, 345-347
- mit Libby: Vulcanism and radiocarbon dates, in T. A. Rafter, T. Grant-Taylor, Proc. Int. Conf. Radio Carbon Dating, Band 1, Royal Society of New Zealand 1973, A 72-75
- mit Libby: Geographical coincidence of high heat flow, high seismicity and upwelling with hydrocarbon deposits, phosphorites, evaporites and uranium ores, Proc. Nat. Acad. Sci., Band 71, 1974, S. 3931–3935
- mit L. J. Pandolfi: Temperature dependence of isotope ratios in tree rings, Proc. Nat. Acad. Sci., Band 71, 1974, S. 2482

Sie gab die Collected Papers von Libby heraus (UCLA Press, 4 Bände 1981).